# سی ویو فارم
سی ویو فارم (به انگلیسی: Sea View Farm) شهری در کشور آنتیگوا و باربودا است که جمعیت آن در سرشماری سال ۲۰۱۲ میلادی، ۲٬۰۴۸ نفر بوده‌است.